# Facundo Tello
Facundo Tello (ur. 4 maja 1982 roku w Bahía Blanca) – argentyński sędzia piłkarski. Od 2019 roku sędzia międzynarodowy.
Tello znalazł się na liście sędziów Pucharu Narodów Arabskich 2021 oraz Mistrzostw Świata 2022.

## Sędziowane mecze Pucharu Narodów Arabskich 2021[2]
| Mecz              | Data       | Miejsce                          | Runda             | Wynik       | Żółta kartka | Czerwona kartka |
| ----------------- | ---------- | -------------------------------- | ----------------- | ----------- | ------------ | --------------- |
| Jordania – Maroko | 4.12.2021  | Ahmad bin Ali Stadium, Al-Rajjan | Faza grupowa      | 0:4         | 2            | 0               |
| Algieria – Egipt  | 7.12.2021  | Al-Janoub Stadium, Al-Wakra      | Faza grupowa      | 1:1         | 7            | 1               |
| Tunezja – Egipt   | 15.12.2021 | Stadium 974, Doha                | Półfinał          | 1:0         | 4            | 0               |
| Egipt – Katar     | 18.12.2021 | Stadium 974, Doha                | Mecz o 3. miejsce | 0:0 (k.4:5) | 1            | 0               |

## Sędziowane mecze Mistrzostw Świata 2022[3]
| Mecz                          | Data       | Miejsce                           | Runda        | Wynik | Żółta kartka | Czerwona kartka |
| ----------------------------- | ---------- | --------------------------------- | ------------ | ----- | ------------ | --------------- |
| Szwajcaria – Kamerun          | 24.11.2022 | Al-Janoub Stadium, Al-Wakra       | Faza grupowa | 1:0   | 3            | 0               |
| Korea Południowa – Portugalia | 2.12.2022  | Education City Stadium, Al-Rajjan | Faza grupowa | 2:1   | 2            | 0               |
| Maroko – Portugalia           | 10.12.2022 | Al-Thumama Stadium, Doha          | Ćwierćfinał  | 1:0   | 3            | 1               |